# Plateumaris flavipes
Plateumaris flavipes är en skalbaggsart som först beskrevs av Kirby 1837.  Plateumaris flavipes ingår i släktet Plateumaris och familjen bladbaggar. Inga underarter finns listade i Catalogue of Life.